# Frederick Alderman
Frederick Alderman   (Lansing, 24 de juny de 1905 - Social Circle, 15 de setembre de 1998) va ser un atleta estatunidenc, especialista en curses de velocitat, que va competir durant la dècada de 1920.
El 1928 va prendre part en els Jocs Olímpics d'Amsterdam, on va guanyar la medalla d'or en la prova dels 4x400 metres relleus del programa d'atletisme formant equip amb George Baird, Emerson Spencer i Ray Barbuti. En aquesta cursa van establir un nou rècord del món.
En el seu palmarès també destaca el campionat de l'NCAA de 100 iardes i 220 iardes i el de l'IC4A de 440 iardes de 1927.

## Millors marques
- 200 metres llisos. 21.3" (1926)
- 400 metres llisos. 48.0" (1928)
- 4x400 metres relleus. 3' 13.4" (1928)[1][2]